# 查扬塔县

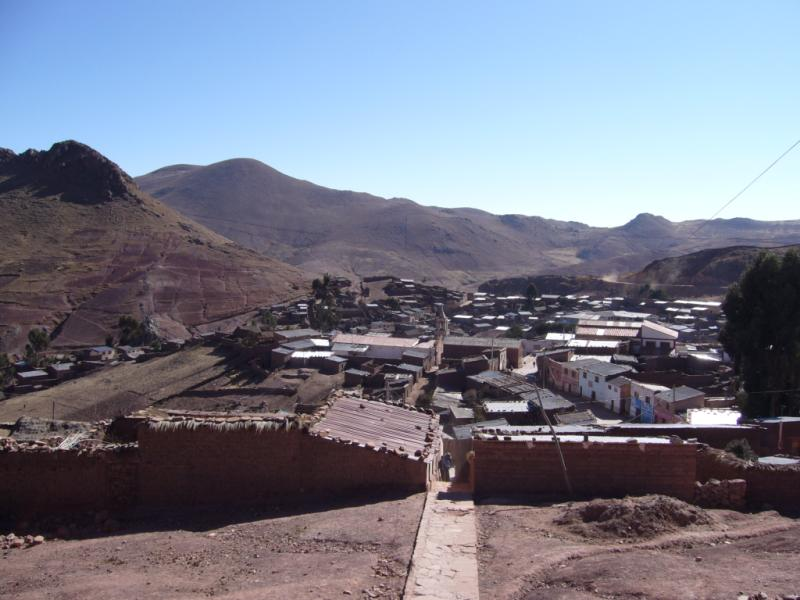

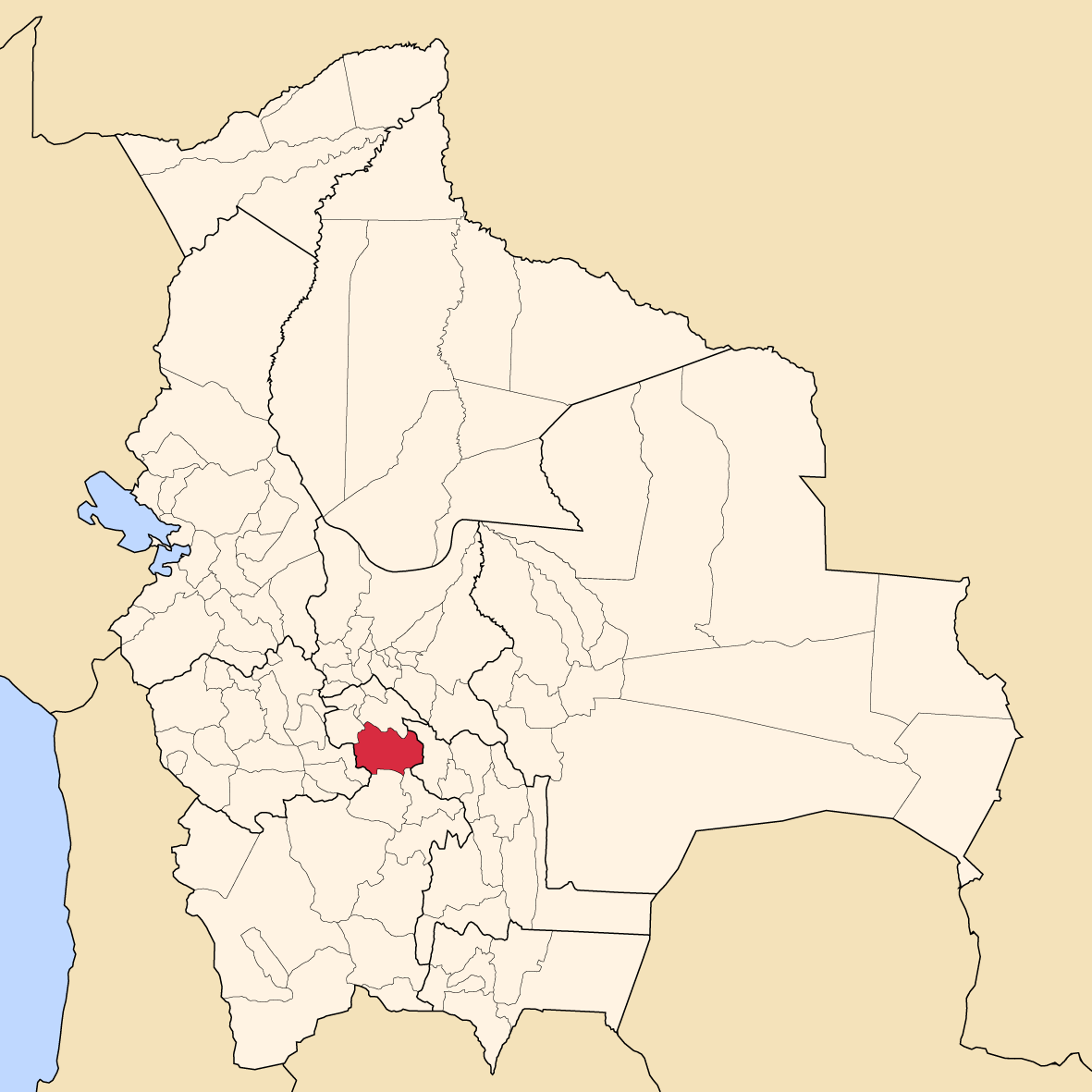

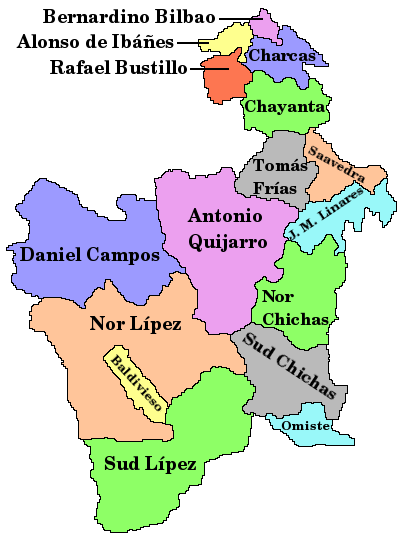

查揚塔县（西班牙語：Provincia de Chayanta），是玻利維亞的县份，位於該國西南部，屬於波托西省的一部分，县府設於科爾克查卡，面積4,969平方公里，2001年人口90,205，人口密度每平方公里18.2人。